# Епанешников, Михаил Михайлович
 Михаил Михайлович Епанешников  (1915 — 1973) — специалист в области освещения и светотехники, доктор технических наук, профессор кафедры светотехники МЭИ.

## Биография
Михаил Михайлович Епанешников родился в 1915 году. В 1937 году окончил Московский энергетический институт.  После окончания института устроился работать в Московский институт охраны труда. К 1945 году успел защитить кандидатскую диссертацию.
В годы Великой Отечественной войны проходил службу в войсках противовоздушной обороны Москвы, принимал участие в обороне Москвы, в освобождении городов Польши. Войну окончил в звании капитана, был награжден четырьмя медалями.
После демобилизации в 1945 году работал в МЭИ на кафедре светотехники. В МЭИ в общей сложности работал с 1945 года по 1973 год на должностях: ассистент, доцент, профессор кафедры Светотехники.
С 1945 по 1950 год М. Епанешников был начальником курса факультета, с 1955 года был зам. заведующего кафедрой Светотехники.
В 1966 году защитил в МЭИ докторскую диссертацию на тему: «Принципы нормирования и методы расчета освещения помещений общественных зданий».
В МЭИ М. Епанешников читал студентам лекции по курсам «Светотехнические установки», «Основы электрического освещения», был научным руководителем аспирантов при их работе над диссертациями. В разное время был членом ученых советов МЭИ, ВНИСИ, МНИИТЭП, редактором раздела «Светотехника и инфракрасная техника» журнала «Электроника».
Область научных интересов: вопросы качества освещения, дискомфорт, интегральные характеристике светового поля. На основе его трудов были созданы современные нормы освещения общественных зданий.

## Труды
М. Епанешников является автором около 60 научных трудов, среди них:
- Принципы нормирования и методы расчета освещения помещений общественных зданий: Автореферат дисс. на соискание ученой степени доктора технических наук / Моск. энерг. ин-т. Москва: [б. и.], 1966. 42 с.
- Электрическое освещение: [Учеб. пособие для высш. учеб. заведений по электротехн. специальностям] / доц. М. М. Епанешников и проф. М. В. Соколов; Под ред. проф. В. В. Мешкова. Москва; Ленинград: изд. и тип. Госэнергоиздата, 1950 (Москва). 228 с.
- Освещение токарных станков / Инж. М. М. Епанешников; ВЦСПС. Всесоюз. науч.-исслед. инст. охраны труда в машиностроении.  Москва : Профиздат, 1939.